# Гурнетт, Дональд
Дональд (Дон) Альфред Гурнетт (англ. Donald (Don) Alfred Gurnett; 11 апреля 1940 — 13 января 2022) — американский физик, профессор Университета Айовы. Специализировался в области физики плазмы.

## Биография
Гурнетт вырос в Фэрфаксе, штат Айова . В свободное время он строил авиамодели в клубе в аэропорту Сидар-Рапидс. Там он познакомился с немецким ученым-эмигрантом Александром Липпишем.
Получил степень бакалавра электротехники в Университете Айовы в 1962 г., затем степень магистра физики в 1963 г. и докторскую степень в 1965 г. Умер 13 января 2022 года в возрасте 81 года.

## Карьера
Изучение космической плазмы Гурнеттом (и его участие в разработке электроники и измерительных приборов для космических полетов) начались, с исследований плазменных волн в радиационном поясе Земли (низкочастотных радиоволн). С 1962 года он был стажером НАСА в Университете Айовы и Стэнфордском университете (1964/65). В 1972 году он стал профессором Университета Айовы.

## Научные интересы
Исследовал космическую плазму, участвуя примерно в 30 миссиях НАСА, включая «Вояджер-1» и «Вояджер-2» к внешним планетам, миссию «Галлилео» к Юпитеру и миссию «Кассини» к Сатурну. Особенно его интересовало формирование наблюдаемых в радиоспектре плазменных волн в плазме радиационных поясов планет с магнитными полями и взаимодействия волн с частицами в плазме, которые зачастую оказывается легче изучать в космосе, чем в лаборатории.

## Награды и отличия
В 1998 году Гурнетт стал членом Национальной академии наук. В 2004 году он стал членом Американской академии искусств и наук.
В 2014 году он прочитал лекцию Ван Флека, а в 2006 году получил медаль Ханнеса Альвена Европейского Геофизического союза. Кроме того, он получил исследовательскую премию Гумбольдта, с которой он был в Институте внеземной физики Макса Планка в Гархинге (1975/76). В 1989 году он получил медаль Джона Адама Флеминга от Американского геофизического союза и премию за выдающиеся достижения в области физики плазмы от Американского физического общества, а в 1978 году — золотую медаль Джона Ховарда Деллинджера от Международного научного радио союза. В 1979/80 годах он был приглашенным профессором Калифорнийского университета в Лос-Анджелесе.